# William Dassonville
William Edward Dassonville (* 20. Juni 1879 in Sacramento; † 15. Juli 1957 in San Francisco) war ein amerikanischer Fotograf, der heute für seine Platindrucke im Stil des Piktorialismus sowie sein eigenes, unter dem Namen „Charcoal Black“ vermarktetes Fotopapier bekannt ist. Obwohl Dassonville für sein fotografisches Werk zahlreiche Preise und Auszeichnungen erhielt und auch im Rahmen des mitgliederstarken California Camera Club Einfluss ausübte, geriet er nach seinem Tod für lange Zeit in Vergessenheit. Sein unter anderem von Ansel Adams und Imogen Cunningham verwendetes Fotopapier bescherte Dassonville einen kurzfristigen wirtschaftlichen Erfolg, der aber im Zuge der wachsenden Ablehnung piktorialistischer Fotografie in den 1930er Jahren einbrach. Seine letzten Jahre verbrachte Dassonville als Medizinfotograf am Krankenhaus der Stanford University. Nachdem zwei kalifornische Kunsthändler im Jahr 1997 eine in Koffern verstaute Sammlung von Dassonvilles Fotografien gefunden hatten, nahm das Interesse an seinem Werk wieder zu.